# Sierndorf
Sierndorf là một thị trấn ở huyện Korneuburg thuộc bang Niederösterreich nước Áo. Đô thị Sierndorf có diện tích 55,07 km², dân số năm 2001 là 3132 người.